# 亞伯拉罕·安瑟
亞伯拉罕·安瑟（英語：Abraham Ancer，1991年2月27日—），墨西哥裔美國籍男子職業高爾夫球運動員，曾於2008年澳洲公開賽、2021年WGC聯邦快遞聖裘德邀請賽及2024年LIV高爾夫香港站奪冠。安瑟在美國出生，擁有美國及墨西哥雙重國籍，2023年在泛美運動會代表墨西哥奪得金牌。

## 外部連結
- 亞伯拉罕·安瑟在PGA巡迴賽的官方網站
- 亞伯拉罕·安瑟在歐洲巡迴賽官方網站
- 亞伯拉罕·安瑟在男子高爾夫世界排名的官方網站
- 亞伯拉罕·安瑟在Olympics.com的个人资料和比赛数据